# Voshod (Voshod), Krasnohvardiiske
Voshod (în ucraineană Восход) este localitatea de reședință a comunei Voshod din raionul Krasnohvardiiske, Republica Autonomă Crimeea, Ucraina.

## Demografie
Componența lingvistică a localității Voshod
     Rusă (81,89%)
     Ucraineană (14,85%)
     Alte limbi (1,1%)
Conform recensământului din 2001, majoritatea populației localității Voshod era vorbitoare de rusă (81,89%), existând în minoritate și vorbitori de ucraineană (14,85%).